# 윤봉조
윤봉조(尹鳳朝, 1680년 ∼ 1761년)는 조선의 문신, 정치가이다. 자는 명숙, 호는 포암, 본관은 파평(坡平)으로, 양녕대군의 외후손이다.
숙종 때 문과에 급제하여 사서·정언 등을 거쳐 1713년 암행어사가 되었다. 그 후 대사간이 되었으나 경종이 왕위에 오르면서 소론이 정권을 잡자 벼슬에서 물러났다. 그 후 영조가 즉위하자 다시 등용되었으며 《경종실록》의 편찬을 도왔다. 1727년 삭주로 귀양갔다가 풀려나와 대제학까지 이르렀다. 저서로 《포암집》이 있다.

## 기타 사항
- 1726년 온성 소재 신립청변비(申砬淸邊碑)의 비문을 지었다.[2]

## 가족 관계
- 고조부 : 윤홍립(尹弘立)
  - 증조부 : 윤유건(尹惟健)
    - 할아버지 : 윤비경(尹飛卿)
      - 백부 : 윤명우(尹明遇)
        - 사촌형님 : 윤봉의(尹鳳儀)

      - 중부 : 윤명운(尹明運)
        - 사촌형님 : 윤봉휘(尹鳳輝)
        - 사촌형님 : 윤봉위(尹鳳威)
        - 사촌형님 : 윤봉기(尹鳳蘷)
        - 사촌형님 : 윤봉구(尹鳳九)
        - 사촌형님 : 윤봉오(尹鳳五)

      - 아버지 : 윤명원(尹明遠)
      - 어머니 : 김세진(金世珍)의 딸
        - 동생 : 윤봉소(尹鳳韶)
        - 제수 : 황규하(黃奎河)의 딸
        - 부인 : 김당(金鏜)의 딸

## 참고 문헌
1. ↑  “실록은 ‘폐위’, 야사는 ‘양보’… 충녕 왕위계승의 진실은?”. 신동아. 2008년 3월 1일. 2008년 3월 23일에 원본 문서에서 보존된 문서. 2009년 5월 14일에 확인함.
2. ↑  “신립청변비(申砬淸邊碑)”. 한국금석문종합영상정보시스템. 2009년 5월 14일에 확인함.